# ملکای کربی
مَـلکای کربی (انگلیسی: Malachi Kirby؛ زادهٔ ۲۰ سپتامبر ۱۹۸۹) بازیگر و نویسنده اهل بریتانیا است. وی از سال ۲۰۰۸ میلادی تاکنون مشغول فعالیت بوده‌است.
از فیلم‌ها یا برنامه‌های تلویزیونی که وی در آن نقش داشته‌است، می‌توان به مانگرو، ریشه‌ها، کجکی، تلفات، شاهد خاموش، پزشک‌ها، ایست‌اندرز، دکتر هو و مردان علیه آتش اشاره کرد.